# Sakskøbing Fjord
Sakskøbing Fjord är en vik i Danmark.   Den ligger i Region Själland, i den sydöstra delen av landet, 110 km sydväst om Köpenhamn.
Sakskøbing Fjord är en del av Smålandsfarvandet. Fjorden har en långsmal del som går 4 km in i Lolland. Vid fjordens botten ligger staden Sakskøbing.